# Pedro Erquicia
Pedro Erquicia López de Montenegro (San Sebastián, 24 de marzo de 1943 - Madrid, 20 de abril de 2018) fue un periodista español.

## Trayectoria
Se graduó en Periodismo por la Escuela Oficial de Periodismo en 1967, aunque desde julio de 1965 ya había comenzado a trabajar como colaborador en los estudios de TVE en el Paseo de La Habana, formando parte de la plantilla de personal fijo de RTVE desde marzo de 1968, ocupando puestos de responsabilidad en diferentes épocas, siendo desde regidor a reportero y redactor, así como jefe de diferentes espacios, casi siempre ligado a los servicios informativos.
Entre 1968 y 1970 fue redactor jefe y realizador de Panorama de actualidad. Después, entre 1970 y 1973, fue redactor jefe de la Secretaría Técnica de Programas y desde 1972 a 1973, fue redactor jefe del Telediario 1.ª edición.
Entre marzo de 1973 y octubre de 1978, creó, dirigió y presentó Informe semanal, el segundo programa más longevo de la historia de España, después de Telediario con 67 años en antena, recibiendo por el programa el Premio Ondas, Avi y Alpha, entre otros premios. Más tarde, entre 1978 y 1981 y desde 1982 a 1984, fue corresponsal de los Servicios Informativos de TVE en Nueva York sustituyendo a Jesús Hermida, cubriendo desde esa ciudad, la información del asalto a la embajada española en Guatemala en enero de 1980, siendo el primer informador en entrar en la delegación tras el ataque.
En 1981 fue primero subdirector y posteriormente director, de los Servicios Informativos de TVE en sustitución de Iñaki Gabilondo; en esta etapa le tocó cubrir el intento de golpe de Estado perpetrado el 23 de febrero de 1981, participando en la grabación del mensaje a la nación del rey Juan Carlos I. Entre 1984 y 1985, fue enviado especial. Después, fue creador, editor y presentador de Europa, Europa entre 1985 y 1986, programa monográfico sobre cada uno de los países miembros de la entonces Comunidad Europea, que fue premiado en 1990 con el Premio Ondas; en marzo de 1987 fue presentador y comentarista de La noche de los Oscar; en 1987 fue director, editor y presentador de Buenos días en sustitución de José Antonio Martínez Soler y entre octubre de 1987 y enero de 1988 fue creador, productor ejecutivo y presentador de 48 horas.
En 1988 pide una excedencia a RTVE y se incorpora a RTVM, como creador, director y administrador único de Televisión Autonómica de Madrid (Telemadrid), hasta mayo de 1990.
En junio de 1990 se reincorpora a RTVE, desempeñando las funciones de director ejecutivo y presentador de Documentos TV hasta abril de 2008, recibiendo el programa con el reportaje El caso 112, un Premio Ondas y una nominación a los Premios Emmy, siendo la primera nominación que conseguía un programa a TVE a los Emmy. Esta labor la compaginó sucesivamente desde noviembre de 1996 hasta abril de 2008 con la de director de Programas Especiales de TVE, director de Programas de Actualidad e Investigación de TVE y desde mayo de 2004 a abril de 2008, director de Programas de Investigación de TVE, direcciones de las cuales dependían los espacios informativos Actual, Línea 900 o La noche temática. En 1999, compaginó sus funciones en la empresa, con la de director del programa de reportajes En clave actual.
Fue uno de los 22 profesionales que el 28 de enero de 1997 fundó la Academia de las Ciencias y las Artes de Televisión de España, institución que en marzo de 2017 le reconoció con el Premio Talento Extraordinario. Fue miembro de su junta directiva hasta junio de 2004.
El 3 de abril de 1997, mientras trabajaba en TVE, se sintió indispuesto y fue trasladado al servicio de Urgencias del Hospital Clínico de Madrid, donde se le diagnosticó que sufría un infarto de miocardio, del que se recuperó favorablemente.
En enero de 1998, con motivo del 30 cumpleaños del entonces Príncipe de Asturias, Felipe de Borbón, le realizó una amplia entrevista para TVE y en noviembre de ese mismo año dirigió y presentó el programa especial Sofía, Reina de España: 60 años de vida.
En enero de 2007 se inició el expediente de regulación de empleo que afectó a todos los trabajadores de RTVE mayores de cincuenta años, al que se negó a acogerse. En la remodelación posterior que supone el inicio de la nueva Corporación, la Dirección de Programas de Investigación no figuró en el organigrama.
En enero de 2008 llevó a cabo los dos documentales emitidos por TVE, con motivo del 70 cumpleaños del rey Juan Carlos.
Se jubiló en abril de 2008 cuando cumplió los sesenta y cinco años, edad obligatoria para la jubilación en España en aquel momento.
Erquicia fue la persona que presentó en octubre de 2002, a los posteriormente reyes de España: Felipe de Borbón y Letizia Ortiz.
Murió el 20 de abril de 2018 tras una larga enfermedad.

## Premios recibidos
- A lo largo de su carrera profesional ha obtenido numerosos galardones. Entre otros dos Antenas de Oro, Premio Nacional de Televisión; dos Premios Ondas, Óscar de Oro, Liderman, Premio Francia, Premio Aster de Comunicación, Premio del Club Internacional de Prensa en su apartado de televisión en 2007 y dos premio de la Academia de las Ciencias y las Artes de Televisión de España, entre ellos el Premio Talento Extraordinario 2017.
- Antena de Oro (1973) por Informe semanal.
- Premio Ondas (1975) por Informe semanal.